# Чусоснабарм

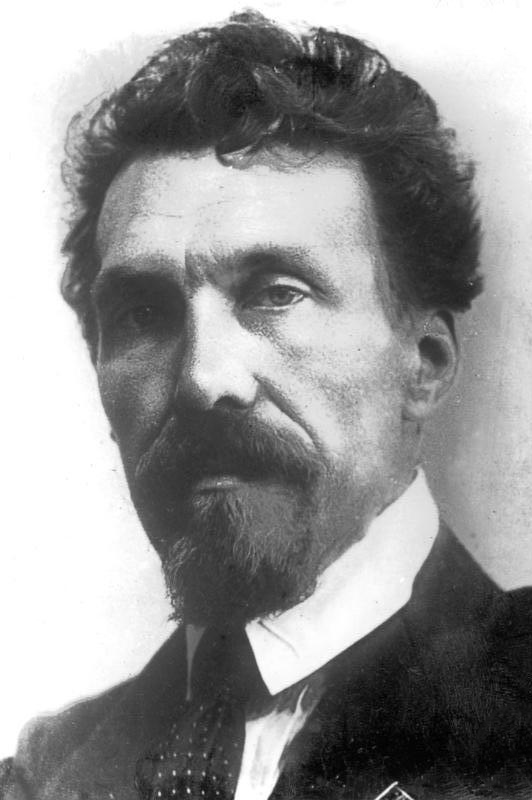
А. И. Рыков (1881—1938)

Чусоснаба́рм (чрезвычайный уполномоченный Совета Рабочей и Крестьянской Обороны по снабжению Красной Армии и Флота) — должность, учреждённая декретом ВЦИК 9 июля 1919 года.
Чусоснабарму подчинялись все органы снабжения Народного Комиссариата по военным делам, как центральные, так и местные, а также действующей армии. Постановлением Совета рабочей и крестьянской обороны (СРКО) была учреждена должность чусоснабарма фронта (армии), который являлся членом Реввоенсовета фронта (армии). Фронтовое (армейское) командование не имело права вмешиваться в работу чусоснабарма по вопросам распределения материальных средств.
Постановлением ВЦИК от 16 августа 1921 года должность чусоснабарма и его органы ликвидированы.
Пост чусоснабарма занимал А. И. Рыков.